# Velká Chmelištná
Velká Chmelištná là một làng thuộc huyện Rakovník, vùng Středočeský, Cộng hòa Séc.